# California Department of Water Resources
Le Département des ressources en eau de Californie (California Department of Water Resources, DWR) fait partie de l'Agence des ressources naturelles de Californie. Le Département des ressources en eau est responsable de la gestion et de la réglementation de eau et l'utilisation de l'eau par l'État de Californie. Le département a été créé en 1956 par le gouverneur Goodwin Knight à la suite de graves inondations dans le Nord de la Californie en 1955, combinant la Division of Water Resources du Department of Public Works avec le State Engineer's Office, la Water Project Authority et le State Water Resources Board. Il a son siège à Sacramento.

## Liste des projets DWR

### Installations de transport et de stockage
- Barrage d'Oroville (1967)
- Aqueduc de North Bay
- Clifton Court Forebay
- Usine de pompage Harvey O. Banks (1968)
- Aqueduc de South Bay
- Aqueduc de Californie
  - Branche ouest
  - Branche Est
  - Branche côtière
- O'Neill Forebay
- Réservoir de San Luis (1967)
- Barrage de Whale Rock (1960)
- Usine de pompage d'Edmonston (1971)
- Lac Silverwood
- Lac Perris

### Projets de contrôle des inondations
- Contournement Sutter
- Tisdale Weir
- Contournement de Tisdale
- Weir de Sacramento
- Contournement Yolo

### Projets de loisirs
- Barrage Antelope (1964)

### Projets d'atténuation / restauration
Liste de projets que le DWR supervise ou contribue à qui sont conçus pour atténuer les impacts de l'exploitation du State Water Project.
- Écloserie de saumon et de Steelhead de Feather River (1967)
- Thermalito Afterbay (1968)
- Zone de loisirs faunique Yolo Bypass
- Marais de Suisun
- Installation de pêche Skinner
- Programme d’amélioration du delta sud
- Programme des barrières temporaires du delta du sud

## Les références
1. ↑  (en) « About », water.ca.gov (consulté le 29 avril 2020)
2. ↑  "Contact Information." California Department of Water Resources. Consulté le 19 novembre 2009.